# فرودگاه بین‌المللی سارایوو
فرودگاه بین‌المللی سارایوو (به انگلیسی: Sarajevo International Airport) (به زبان بومی: Međunarodni Aerodrom Sarajevo) یک فرودگاه همگانی ۵۹۹۹۹۶ با کد یاتا SJJ است که یک باند فرود بله دارد و طول باند آن آسفالت متر است. این فرودگاه در شهر سارایوو کشور بوسنی و هرزگوین قرار دارد و در ارتفاع ۵۲۱ متری از سطح دریا واقع شده است.

## شرکت‌های هواپیمایی و مقصدهای پروازی

### مسافری

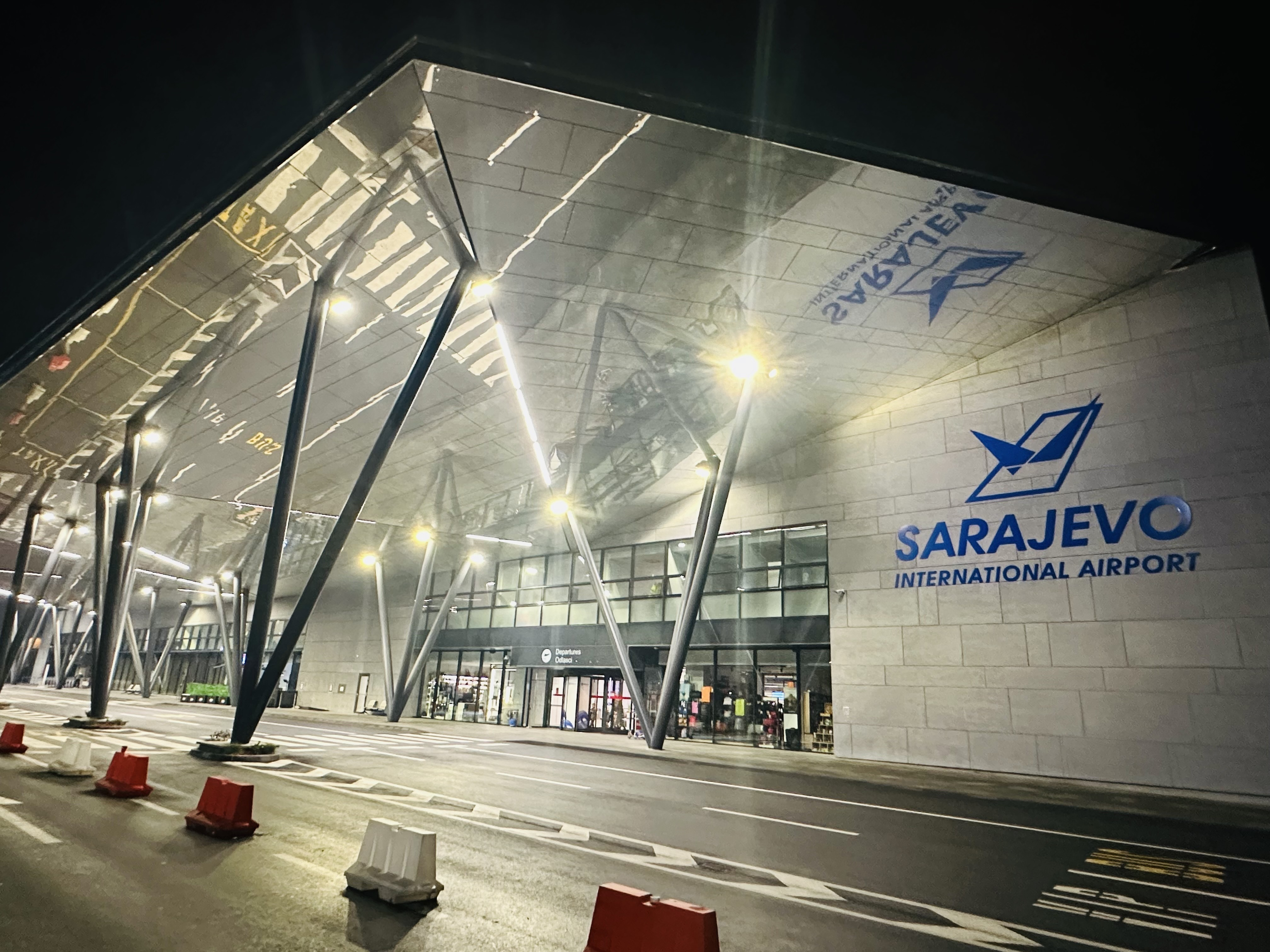
Main building

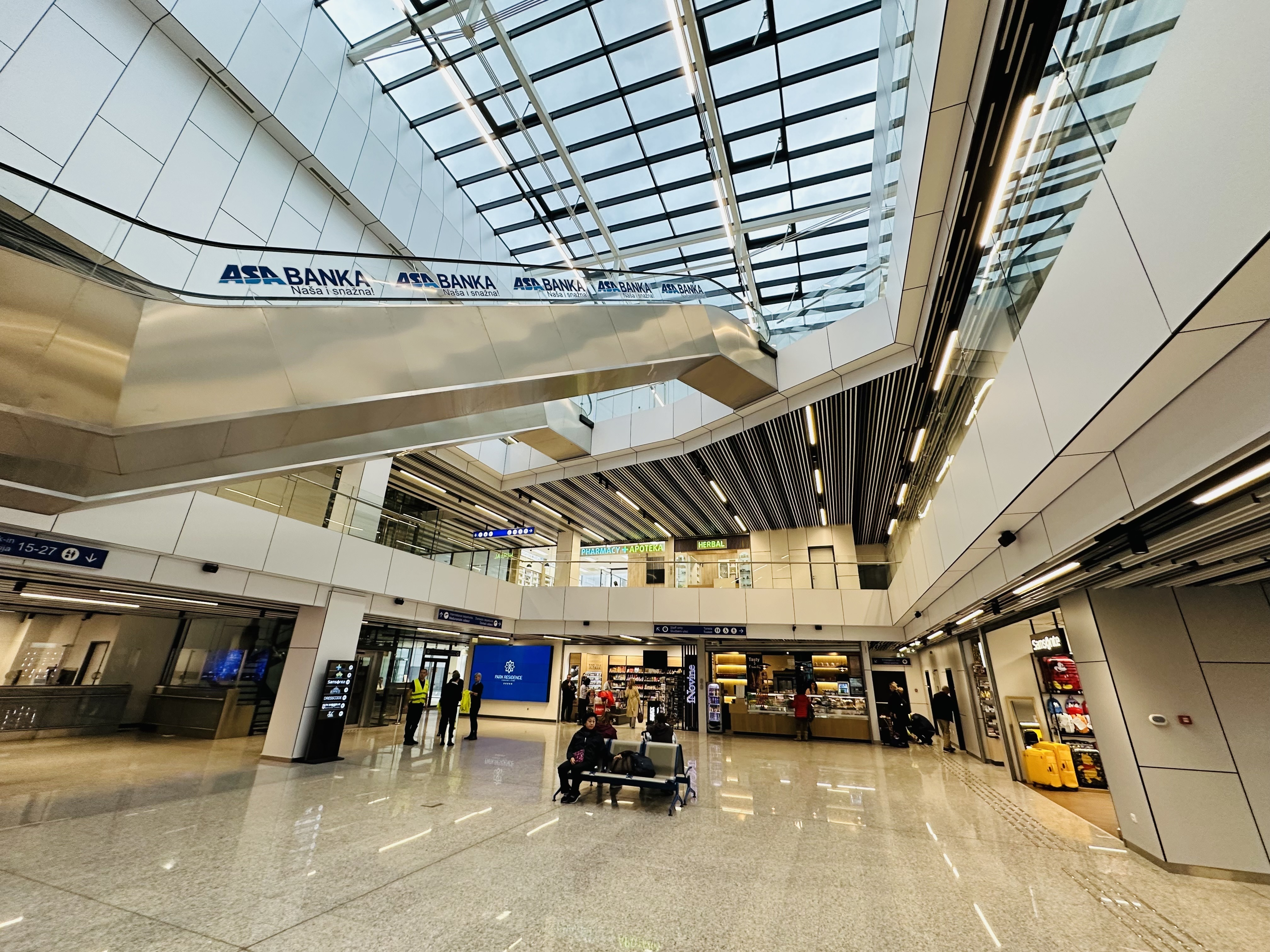
Check-in hall

The following airlines operate regular scheduled and charter flights at Sarajevo International Airport:
| شرکت‌های هواپیمایی                                    | مقصدهای پروازی                                 |
| ---------------------------------------------------- | ---------------------------------------------- |
| آدریا ایرویز                                         | لیوبلیانا                                      |
| ایر عربیا                                            | فصلی: شارجه                                    |
| ایر صربیا                                            | بلگراد نیکولا تسلا                             |
| اطلس گلوبال                                          | آتاترک                                         |
| آسترین ایرلاینز                                      | وین                                            |
| آنادولوجت                                            | چارتر فصلی:آنتالیا                             |
| کرندون ایرلاینز                                      | چارتر فصلی: آنتالیا                            |
| هواپیمایی کرواسی                                     | زاگرب                                          |
| یورو وینگز                                           | اشتوتگارت                                      |
| یورو وینگز اجرا توسط جرمن‌وینگز                       | کلن بن                                         |
| فلای‌دبی                                              | دوبی                                           |
| فری‌برد ایرلاینز                                      | چارتر فصلی: آنتالیا، شاهزاده محمد بن عبدالعزیز |
| لوفت‌هانزا                                            | مونیخ                                          |
| نسما ایرلاینز                                        | فصلی: ملک خالد                                 |
| نروجین ایر شاتل                                      | استکهلم-آرلاندا فصلی: گاردرموئن اسلو، کپنهاگ   |
| پگاسوس ایرلاینز                                      | صبیحه گوکچن                                    |
| هواپیمایی قطر                                        | حمد (آغاز از ۳۱ اکتبر ۲۰۱۷)                    |
| سوئیس اینترنشنال ایرلاینز اجرا توسط Helvetic Airways | فصلی: زوریخ                                    |
| تیلویند ایرلاینز                                     | چارتر فصلی: آنتالیا                            |
| TUI fly Belgium                                      | فصلی: بروکسل جنوب شرلروآ                       |
| ترکیش ایرلاینز                                       | آتاترک                                         |
| Wataniya Airways                                     | کویت                                           |
| ویز ایر                                              | بوداپست فرنک لیست                              |

### باری
| شرکت‌های هواپیمایی                | مقصدهای پروازی               |
| -------------------------------- | ---------------------------- |
| ای‌اس‌ال ایرلاینز سوئیس            | بازل-مولوز-فرایبورگ اروپا    |
| دی‌اچ‌ال اوییشن اجرا توسط Icar Air | آنکونا، اوریو آل سریو، صوفیه |
| Lipican Aer                      | لیوبلیانا                    |